# Softver otvorenog koda
Softver otvorenog koda (en. Open-source software) odnosi se na softver čiji je izvorni kod dostupan u okviru open source licence svim korisnicima koji mogu mijenjati, prepravljati i unaprijeđivati njegov sadržaj. To znači da uz open source programe dolazi i cijeli izvorni kod u jednom od programskih jezika, stoga se može i mijenjati sam program. Ovo nije slučaj s plaćenim softverom.
Godine 1998., skupina pojedinaca predstavila je termin "otvoreni kôd" koji bi zamijenio "slobodni softver". Taj potez je označio početak softvera otvorenog koda koji se mogao slobodno preuzimati s interneta, te u isto vrijeme imati pristup i prepravljati njegov izvorni kod.
Izvještaj iz 2008. ustvrdio je da je model poslovanja zasnovan na softveru otvorenog koda uštedio krajnjim korisnicima oko 60 milijardu američkih dolara.